# CEMODAN.MD
Шаблон:Organization
CEMODAN.MD — молдавский интернет-магазин, специализирующийся на продаже чемоданов и дорожных аксессуаров. Основан в 2018 году, обслуживает клиентов по всей территории Республики Молдова.

## Деятельность
Ассортимент магазина включает чемоданы разных размеров, дорожные сумки, рюкзаки, чехлы, ремни, бирки и другие аксессуары для путешествий. Продукция предлагается как для личного использования, так и для подарков.
Заказы оформляются через сайт CEMODAN.MD. Доставка в пределах Кишинёва осуществляется в день заказа в вечернее время (17:00–20:00). В другие регионы Молдовы доставка занимает 1–3 рабочих дня. Покупателям доступны разные способы оплаты: наличными, банковской картой при получении, а также онлайн-оплата.

## Особенности
- Поддержка возврата и обмена.
- Инструкции по использованию TSA-замков и стандартных замков включаются в комплект поставки.
- Отдельный интерфейс для загрузки отзывов с фотографиями и видео.